# Papier fotograficzny

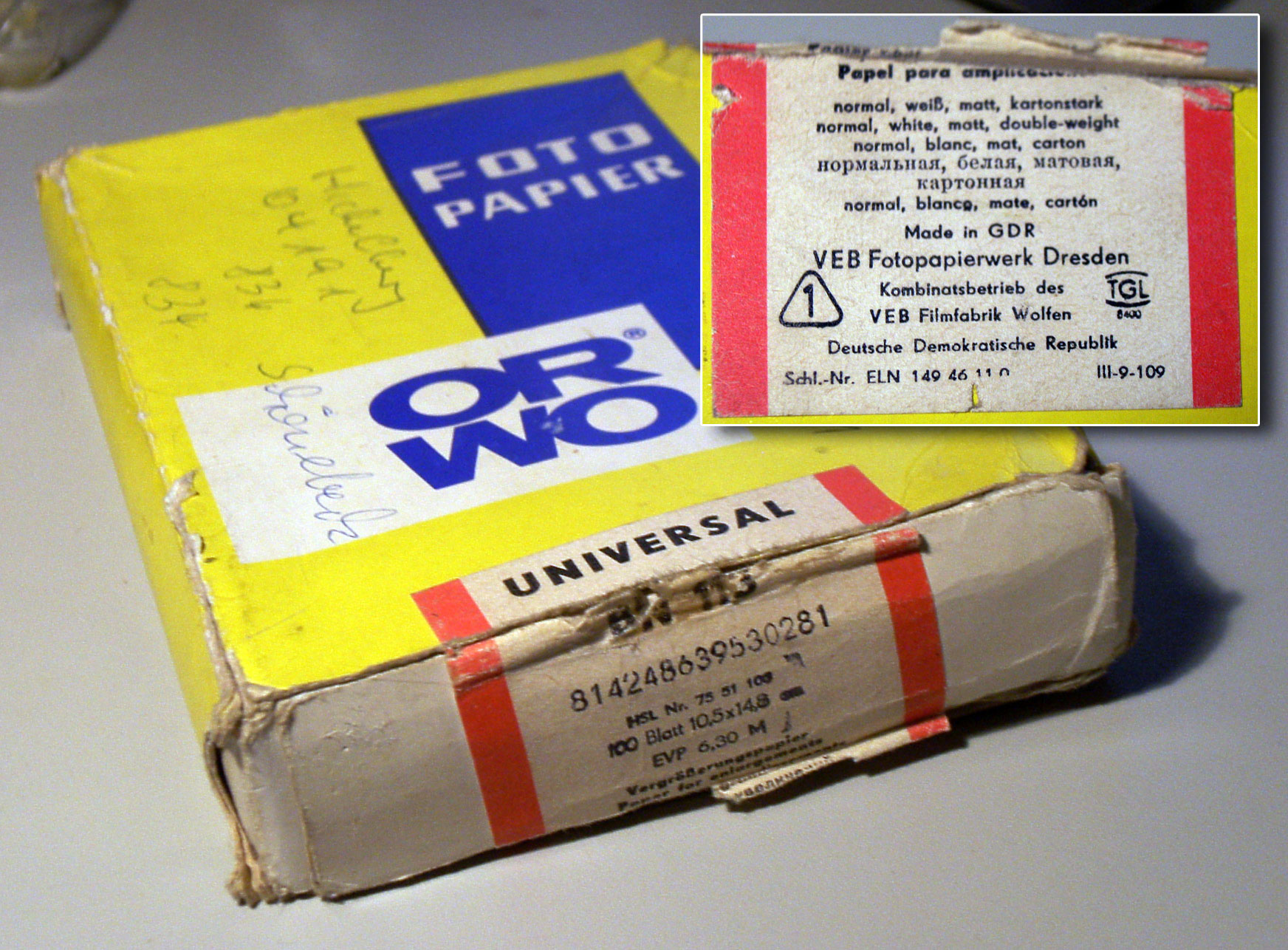
Opakowanie papieru fotograficznego marki ORWO

Papier fotograficzny – materiał światłoczuły w postaci papieru pokrytego światłoczułą warstwą zawiesiny chlorków lub bromków srebra w żelatynie. Obraz uzyskany na takim papierze nazywa się odbitką fotograficzną.
Współcześnie stosowane są dwa typy podłoża: papierowe oraz polietylenowe. Przy podłożu papierowym pomiędzy żelatyną a papierem dodatkowo stosowana jest warstwa siarczanu baru (biel barytowa) zwiększająca współczynnik odbicia światła. Jedną z cech papierów fotograficznych czarno-białych jest ich kontrastowość – może ona być stała (papiery stałogradacyjne) lub zmienna (papiery zmiennogradacyjne) zależna od widma światła naświetlającego. Papiery stałogradacyjne produkowane są w różnych stopniach gradacji (od miękkich do bardzo kontrastowych). Ponadto produkuje się papiery o różnych formach powierzchni, np. błyszczące, matowe, półmatowe, jedwabiste itp.) oraz w różnych wymiarach.